# 凯特·珀塞尔
凯特·珀塞尔（Kate Purcell ）是爱尔兰的著名歌手。

## 个人简介
曾在my.liveireland.com的比赛中夺冠。1998年得到Irish Music Magazine两项年度大奖：Best Rookie of the Year（年度最佳新人）及The Act to watch out for（最受期待的艺人）。

## 专辑
- 《A Dream Ufolds》
- 《Shadows of You》（2002年）

## 官方网站
- Purcell[永久]